# Vjacseszlav Vasziljevics Tyihonov
Vjacseszlav Vasziljevics Tyihonov (oroszul: Вячеслав Васильевич Тихонов; Pavlovszkij Poszad, 1928. február 8. – Moszkva, 2009. december 4.) orosz származású szovjet színész.
Egyik leghíresebb szerepét A tavasz tizenhét pillanata című 12 részes orosz tévéfilmsorozatban játszotta. Tyihonov Makszim Makszimovics Iszajev ezredest, a zseniális orosz kémet alakította, aki Max Otto von Stirlitz néven férkőzött a náci vezetők közelébe.
Tyihonov 80. születésnapját egész Oroszországban ünnepelték: számos újságcikkben írtak róla, a televíziók vetítették filmjeit és a vele készült portréfilmeket.
Magyar szinkronhangja legtöbb alkalommal Bitskey Tibor volt.

## Filmjei
- Optimista tragédia (Оптимистическая трагедия), 1963
- Háború és béke (Война и мир), 1968
- A tavasz tizenhét pillanata (Семнадцать мгновений весны), 1973
- A hazáért harcoltak (Они сражались за родину), (1976)
- Kétszemélyes pályaudvar (1982)
- Moszkvai csata (1985)
- Csalóka napfény (1994)
- Fekete fülű, fehér Bim (1977)